# Castell de Dubingiai
El Castell de Dubingiai va ser un castell residencial de Dubingiai, districte de Molėtai al comtat d'Utena. Molėtai és conegut pels seus nombrosos llacs; n'hi ha al voltant de 220 llacs al | en el districte i es troba a uns 60 km al nord de Vílnius (Lituània).

## Història
La primera construcció de 1412-1413 en maçoneria del castell, va ser manada fer per Vytautas, gran Duc de Lituània, en una illa, ara península del llac Asveja, per tal d'assegurar la defensa de la capital Vílnius dels atacs de Livònia. No hi ha dates de l'arquitectura d'aquesta edificació. Va ser adquirit per Jerzy Radsiwill abans de 1508, el qual va construir un nou castell en estil renaixentista de la primera meitat del segle xvi. Després de la mort de Jerzy, el seu fill Mikolaj "el vermell" va heretar la propietat, fent que la població propera es convertís en un important centre per a la Reforma Protestant de Lituània i va esdevenir una de les residències més luxoses del Ducat. Bàrbara Radziwill va passar cinc mesos en el castell, després del seu matrimoni amb Segimon II August el 1547. El castell va ser la seu principal de la família Biržai - Dubingiai descendents de la de Radziwill fins a la segona meitat del segle xvii, quan va ser transferida al Castell de Biržai.
Durant les guerres polonosueques, el castell va ser saquejat pels exèrcits lleials al rei de Polònia i va ser confiscat a Boguslaw Radziwill. Va tornar a la família a la segona meitat del segle xvii. El castell i l'església abandonada van caure gradualment en ruïnes. Es va vendre a Michal Tyszkiewicz el 1808. Avui dia només queden els fonaments i diversos soterranis del castell i l'església, els quals estan sent investigats.
La maçoneria de l'església calvinista de l'Esperit Sant va ser construïda, en estil renaixentista, a la vora del castell de Janusz Radziwill abans de 1620 i estava destinada a ser el mausoleu de la família Radziwill. Els membres més destacats d'aquesta família van ser enterrats allà, incloent a Mikołaj Radziwiłł el Negre (1565) i la seva esposa Elżbieta Szydlowiecka (1562), Mikołaj Radziwiłł el Vermell (1584) i Janusz Radziwill (1620). Les seves despulles van ser descobertes durant les excavacions arqueològiques de 2004 i van ser enterrats novament allà el 2009.

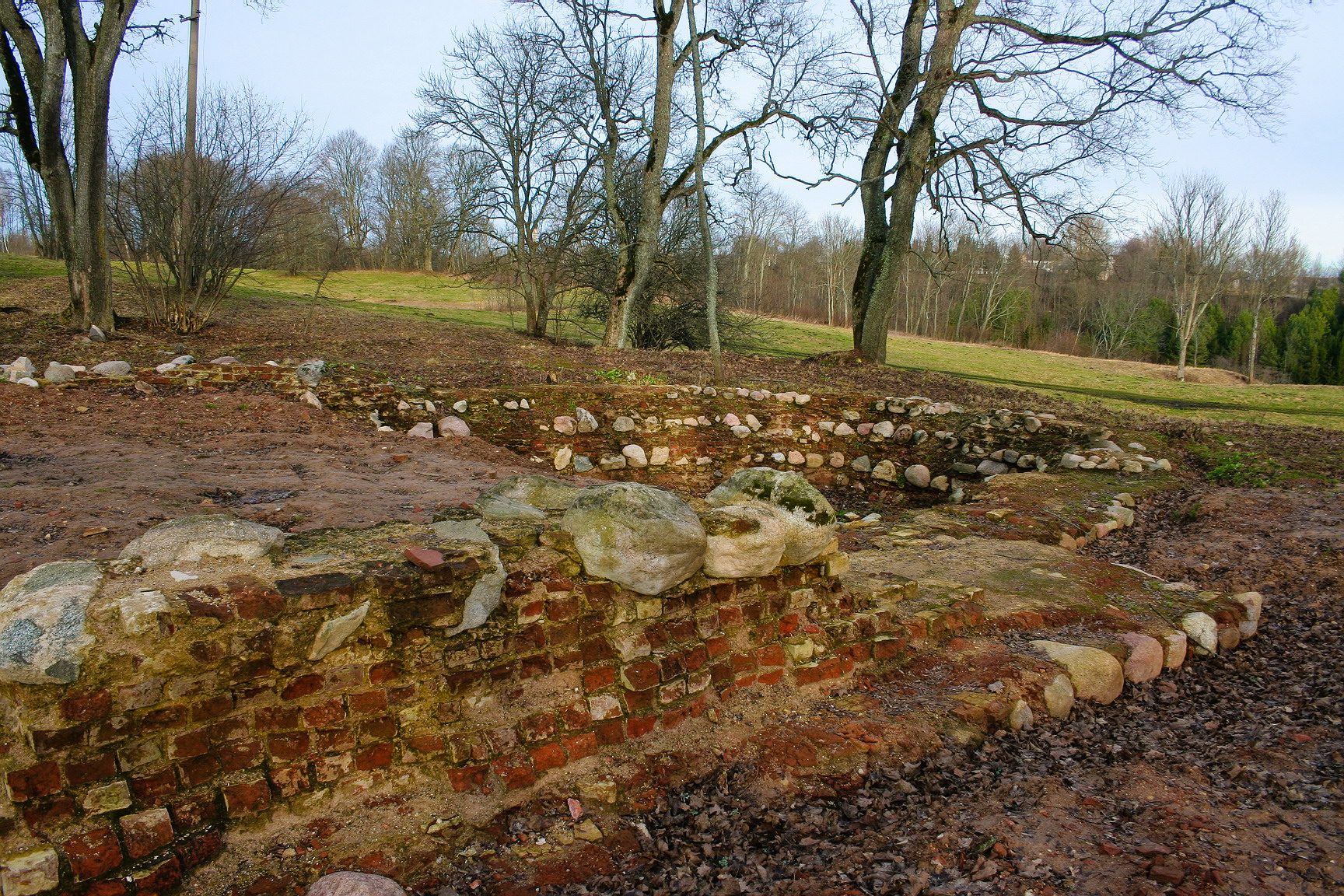
Restes de l'església desrprés de les excavacions
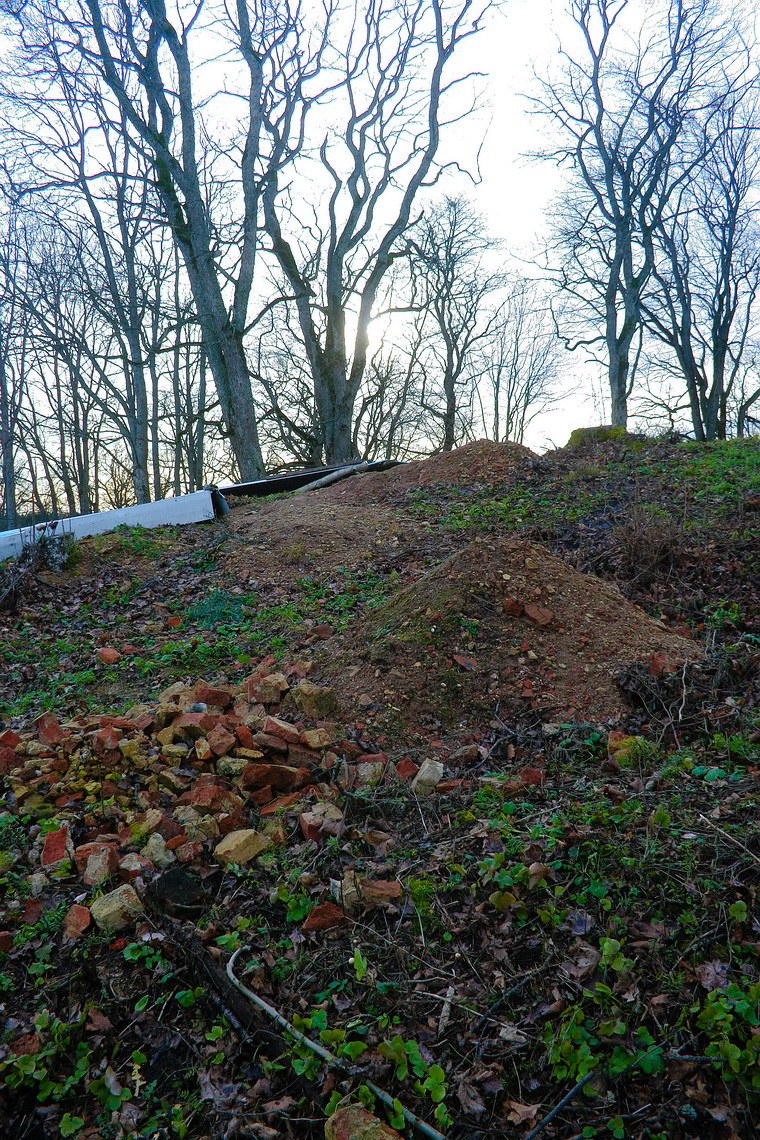
Les excavacions al castell de l'any 2007
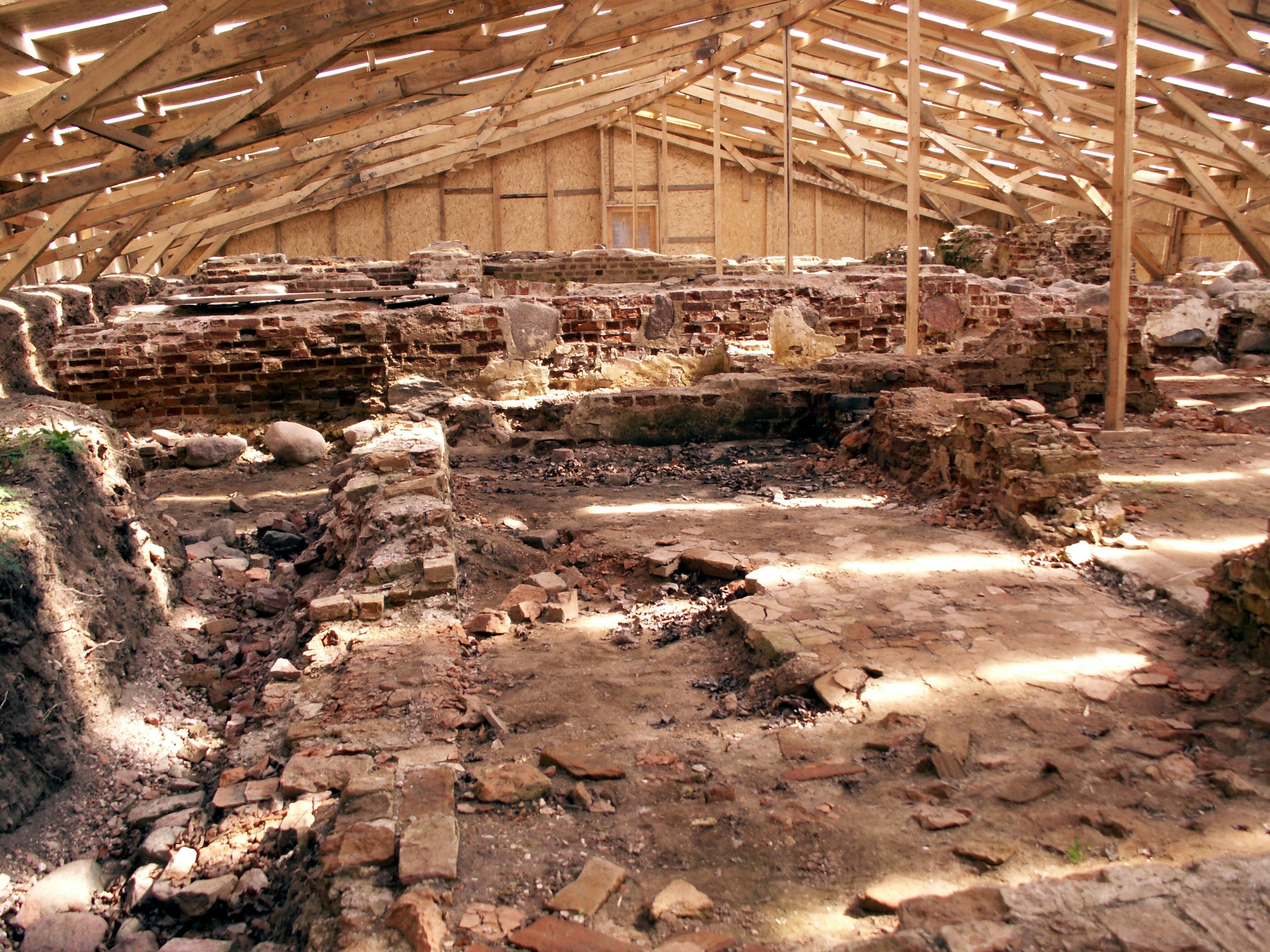
Fonaments del castell l'any 2009
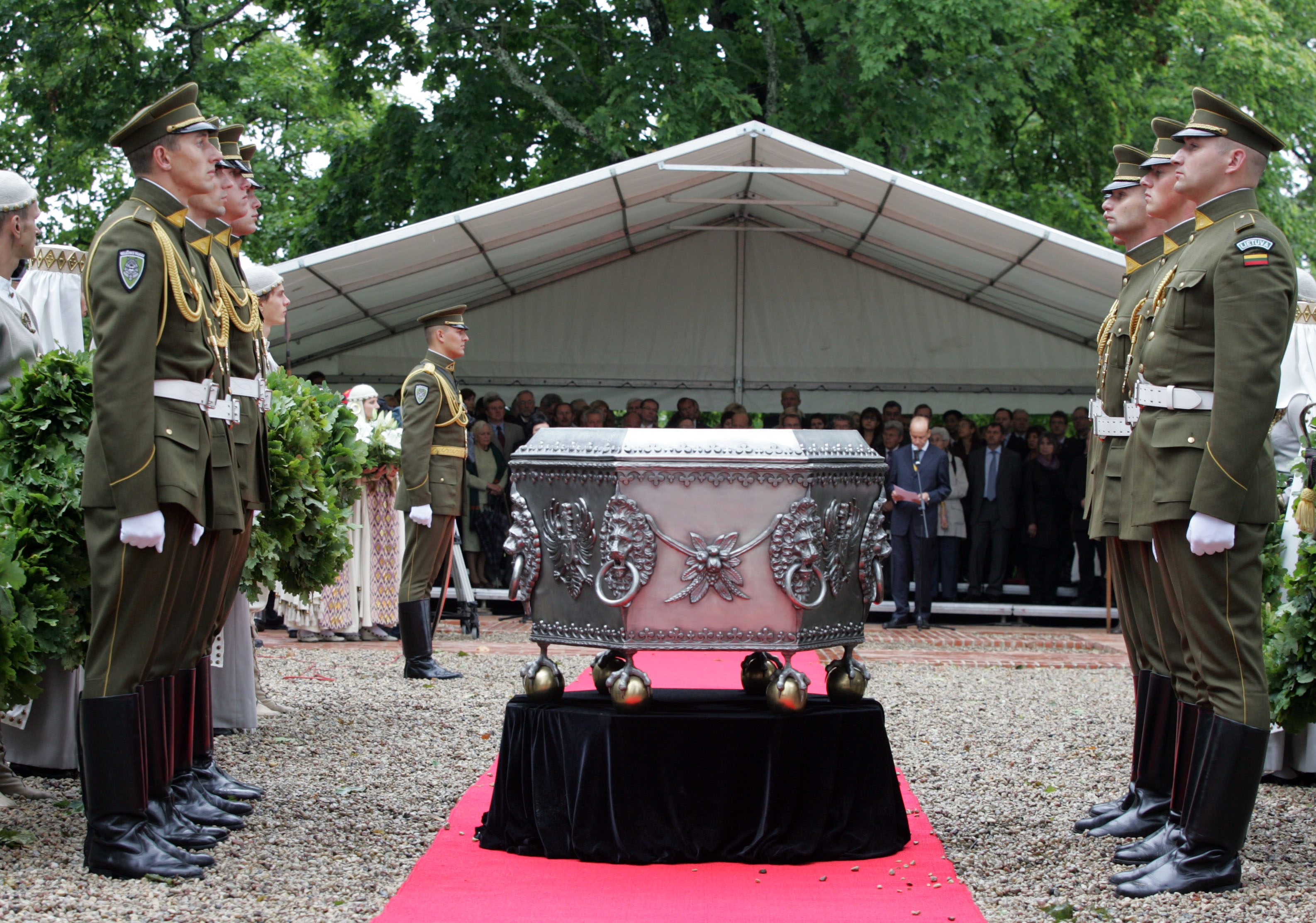
Cerimònia de la nova sepultura el 2009